# Afefe
Afefe – boski wiatr. Według wierzeń Jorubów z Nigerii i Beninu jest wysłannikiem bogini Oja.